# Wolfsheim/Konzerte und Tourneen
Dieser Artikel beinhaltet eine Auflistung aller absolvierten Konzerte und Tourneen des deutschen Synthiepop-Duos Wolfsheim.

## Tourneen
Hauptact
- 05/1996–05/1996: Dreaming Apes Tour
- 10/1998–03/1999: Spectators Tour
- 04/2003–05/2003: Casting Shadows Tour
- 03/2004–04/2004: Wolfsheim US Tour

Konzertreihen oder Vorprogramm
- 12/1992–12/1992: Zillo Festival Tour 1992
- 02/1993–02/1993: Strange Ways Festival Tour 1993
- 05/1994–05/1994: Strange Ways Festival Tour 1994

## Konzerte
| Datum              | Stadt                    | Veranstaltungsort             | Land                   | Veranstaltung                   |
| ------------------ | ------------------------ | ----------------------------- | ---------------------- | ------------------------------- |
| 28. Oktober 1987   | Hamburg                  | Werkstatt 3                   | Deutschland            | Erstes Wolfsheim-Konzert        |
| 13. November 1987  | Hamburg                  | Zinnschmelze                  | Deutschland            | Einzelkonzert                   |
| 8. Mai 1992        | Hannover                 | Music Hall                    | Deutschland            | Depeche Mode World Party 1992   |
| 11. Dezember 1992  | Bielefeld                | PC69                          | Deutschland            | Zillo Festival Tour 1992        |
| 12. Dezember 1992  | Leipzig                  | Werk II                       | Deutschland            | Zillo Festival Tour 1992        |
| 13. Dezember 1992  | Hamburg                  | Markthalle                    | Deutschland            | Zillo Festival Tour 1992        |
| 14. Dezember 1992  | Frankfurt am Main        | Batschkapp                    | Deutschland            | Zillo Festival Tour 1992        |
| 29. Januar 1993    | Neu-Isenburg             | Hugenottenhalle               | Deutschland            | Tsartnok-Festival 1993          |
| 11. Februar 1993   | Hannover                 | Capitol                       | Deutschland            | Strange Ways Festival Tour 1993 |
| 12. Februar 1993   | Berlin                   | Huxleys Neue Welt             | Deutschland            | Strange Ways Festival Tour 1993 |
| 13. Februar 1993   | Chemnitz                 | Kraftwerk                     | Deutschland            | Strange Ways Festival Tour 1993 |
| 15. Februar 1993   | Dortmund                 | Live Station                  | Deutschland            | Strange Ways Festival Tour 1993 |
| 16. Februar 1993   | Siegen                   | Bismarkhalle                  | Deutschland            | Strange Ways Festival Tour 1993 |
| 3. Dezember 1993   | Menden (Sauerland)       | Schützenhalle                 | Deutschland            | Festival in the Dark            |
| 2. April 1994      | Berlin                   | Die Halle                     | Deutschland            | Night of Faith and Devotion     |
| 9. Mai 1994        | Dortmund                 | Soundgarden                   | Deutschland            | Strange Ways Festival Tour 1994 |
| 10. Mai 1994       | Hannover                 | Music Hall                    | Deutschland            | Strange Ways Festival Tour 1994 |
| 11. Mai 1994       | Hamburg                  | Markthalle                    | Deutschland            | Strange Ways Festival Tour 1994 |
| 12. Mai 1994       | Frankfurt am Main        | Batschkapp                    | Deutschland            | Strange Ways Festival Tour 1994 |
| 13. Mai 1994       | Stuttgart                | Die Röhre                     | Deutschland            | Strange Ways Festival Tour 1994 |
| 14. Mai 1994       | Chemnitz                 | Kraftwerk                     | Deutschland            | Strange Ways Festival Tour 1994 |
| 18. November 1994  | Hettstedt                | Bikerhouse                    | Deutschland            | Einzelkonzert                   |
| 19. November 1994  | Hettstedt                | Bikerhouse                    | Deutschland            | Einzelkonzert                   |
| 18. Dezember 1994  | Münster                  | X-Floor                       | Deutschland            | Einzelkonzert                   |
| 18. November 1995  | Großörner                | Underground                   | Deutschland            | Einzelkonzert                   |
| 16. Mai 1996       | Halle (Saale)            | Easy Shorre                   | Deutschland            | Dreaming Apes Tour              |
| 17. Mai 1996       | Potsdam                  | Lindenpark                    | Deutschland            | Dreaming Apes Tour              |
| 18. Mai 1996       | Hildesheim               | Vier Linden                   | Deutschland            | Dreaming Apes Tour              |
| 19. Mai 1996       | München                  | Muffathalle                   | Deutschland            | Dreaming Apes Tour              |
| 21. Mai 1996       | Mainz                    | Kulturzentrum Mainz           | Deutschland            | Dreaming Apes Tour              |
| 22. Mai 1996       | Dortmund                 | Live Station                  | Deutschland            | Dreaming Apes Tour              |
| 23. Mai 1996       | Bremen                   | Modernes                      | Deutschland            | Dreaming Apes Tour              |
| 24. Mai 1996       | Schwedt/Oder             | P2                            | Deutschland            | Dreaming Apes Tour              |
| 26. Mai 1996       | Hamburg                  | Markthalle                    | Deutschland            | Dreaming Apes Tour              |
| 22. Juni 1996      | Dresden                  | Junge Garde                   | Deutschland            | Midsummer Festival              |
| 6. Juli 1996       | Leipzig                  | Clara-Zetkin-Park             | Deutschland            | Sol et Luna Sommertage          |
| 13. September 1996 | Hannover                 | Pavillon                      | Deutschland            | Grenzwellen Nacht               |
| 21. September 1996 | Mehringen (Aschersleben) | Gemeindehaus                  | Deutschland            | Einzelkonzert                   |
| 26. Dezember 1996  | Chemnitz                 | Kraftwerk                     | Deutschland            | X-mas Day Festival              |
| 18. Mai 1997       | Hannover                 | Music Hall                    | Deutschland            | Einzelkonzert                   |
| 20. Juli 1997      | Schülldorf               | Festivalgelände               | Deutschland            | Super-Crash Open Air            |
| 29. Mai 1998       | Leipzig                  | Agra                          | Deutschland            | Wave-Gotik-Treffen              |
| 16. August 1998    | Hildesheim               | Flugplatz                     | Deutschland            | Zillo Festival                  |
| 23. Oktober 1998   | Essen                    | Zeche Karl                    | Deutschland            | Spectators Tour                 |
| 24. Oktober 1998   | Herford                  | Kick                          | Deutschland            | Spectators Tour                 |
| 25. Oktober 1998   | Ludwigshafen am Rhein    | Colloseum                     | Deutschland            | Spectators Tour                 |
| 27. Oktober 1998   | Hamburg                  | Gruenspan                     | Deutschland            | Spectators Tour                 |
| 28. Oktober 1998   | Halle (Saale)            | Easy Shorre                   | Deutschland            | Spectators Tour                 |
| 30. Oktober 1998   | Chemnitz                 | Kraftwerk                     | Deutschland            | Spectators Tour                 |
| 31. Oktober 1998   | Cottbus                  | Glad-House                    | Deutschland            | Spectators Tour                 |
| 1. November 1998   | Jena                     | Kassablanca                   | Deutschland            | Spectators Tour                 |
| 3. November 1998   | Nürnberg                 | Hirsch                        | Deutschland            | Spectators Tour                 |
| 4. November 1998   | Essen                    | Zeche Karl                    | Deutschland            | Spectators Tour                 |
| 2. März 1999       | Nürnberg                 | Hirsch                        | Deutschland            | Spectators Tour                 |
| 3. März 1999       | Köln                     | Live Music Hall               | Deutschland            | Spectators Tour                 |
| 5. März 1999       | Hildesheim               | Vier Linden                   | Deutschland            | Spectators Tour                 |
| 6. März 1999       | Dresden                  | Alter Schlachthof             | Deutschland            | Spectators Tour                 |
| 7. März 1999       | Berlin                   | Arena Treptow                 | Deutschland            | Spectators Tour                 |
| 9. März 1999       | Magdeburg                | AMO Kultur- und Kongreßhaus   | Deutschland            | Spectators Tour                 |
| 10. März 1999      | Bremen                   | Modernes                      | Deutschland            | Spectators Tour                 |
| 11. März 1999      | Mainz                    | Kulturzentrum Mainz           | Deutschland            | Einzelkonzert                   |
| 21. Mai 1999       | Adenau                   | Nürburgring                   | Deutschland            | Rock am Ring                    |
| 23. Mai 1999       | Nürnberg                 | Volkspark Dutzendteich        | Deutschland            | Rock im Park                    |
| 5. Juni 1999       | Glauchau                 | Gründelpark                   | Deutschland            | Woodstage Summer Open Air       |
| 3. Juli 1999       | Mainz                    | Volkspark                     | Deutschland            | Zeltfestival                    |
| 13. Juli 1999      | München                  | Reitstadion Riem              | Deutschland            | R.E.M. Open Air                 |
| 6. August 1999     | Neerpelt                 | Hennemeeuwis                  | Belgien                | Eurorock Open Air               |
| 15. August 1999    | Hildesheim               | Flugplatz                     | Deutschland            | Zillo Festival                  |
| 22. August 1999    | Köln                     | Flughafen Köln-Butzweilerhof  | Deutschland            | Bizarre-Festival                |
| 27. August 1999    | Rathen                   | Felsenbühne Rathen            | Deutschland            | Fun Festival                    |
| 31. Dezember 1999  | Herford                  | Kick                          | Deutschland            | Einzelkonzert                   |
| 9. Juni 2000       | Leipzig                  | Völkerschlachtdenkmal         | Deutschland            | Wave-Gotik-Treffen              |
| 19. August 2000    | Dresden                  | Ostragehege                   | Deutschland            | Doomsday Festival               |
| 1. September 2001  | Hildesheim               | Flugplatz                     | Deutschland            | M’era Luna Festival             |
| 21. September 2001 | Weißenfels               | Schloss Neu-Augustusburg      | Deutschland            | Weißenfelser Schlossfest        |
| 29. September 2001 | Chemnitz                 | Eissporthalle                 | Deutschland            | Woodstage Summer Open Air       |
| 10. Mai 2002       | Barcelona                | Sala Bikini                   | Spanien                | Einzelkonzert                   |
| 11. Mai 2002       | Madrid                   | Sala Arena                    | Spanien                | Einzelkonzert                   |
| 24. April 2003     | Hamburg                  | Große Freiheit 36             | Deutschland            | Casting Shadows Tour            |
| 25. April 2003     | Bremen                   | Pier 2                        | Deutschland            | Casting Shadows Tour            |
| 26. April 2003     | Mainz                    | Phönix-Halle                  | Deutschland            | Casting Shadows Tour            |
| 28. April 2003     | Hannover                 | Capitol                       | Deutschland            | Casting Shadows Tour            |
| 29. April 2003     | Berlin                   | Arena Treptow                 | Deutschland            | Casting Shadows Tour            |
| 30. April 2003     | Erfurt                   | Thüringenhalle                | Deutschland            | Casting Shadows Tour            |
| 2. Mai 2003        | Dresden                  | Alter Schlachthof             | Deutschland            | Casting Shadows Tour            |
| 3. Mai 2003        | Wien                     | Planet Music                  | Österreich             | Casting Shadows Tour            |
| 4. Mai 2003        | Zürich                   | X-Tra Limmathaus              | Schweiz                | Casting Shadows Tour            |
| 6. Mai 2003        | München                  | Zenith                        | Deutschland            | Casting Shadows Tour            |
| 7. Mai 2003        | Köln                     | Palladium                     | Deutschland            | Casting Shadows Tour            |
| 9. Mai 2003        | Magdeburg                | Stadthalle                    | Deutschland            | Casting Shadows Tour            |
| 10. Mai 2003       | Nürnberg                 | Löwensaal                     | Deutschland            | Casting Shadows Tour            |
| 11. Mai 2003       | Saarbrücken              | Garage                        | Deutschland            | Casting Shadows Tour            |
| 13. Mai 2003       | Hamburg                  | Große Freiheit 36             | Deutschland            | Casting Shadows Tour            |
| 28. Mai 2003       | Wuppertal                | Rex-Theater                   | Deutschland            | 1 Live Radiokonzert             |
| 28. Juni 2003      | Mannheim                 | Universität Mannheim          | Deutschland            | MTV Campus Invasion             |
| 29. Juni 2003      | Kiel                     | Ostseekai                     | Deutschland            | Kieler Woche                    |
| 19. Juli 2003      | Glauchau                 | Gründelpark                   | Deutschland            | Woodstage Summer Open Air       |
| 20. Juli 2003      | Stuttgart                | Cannstatter Wasen             | Deutschland            | Was’n Stage Festival            |
| 8. August 2003     | Wien                     | Sommer Arena                  | Österreich             | Illumination Festival           |
| 16. August 2003    | Utrecht                  | Tivoli de Helling             | Niederlande            | Summer Darkness Festival        |
| 12. September 2003 | Mülheim an der Ruhr      | MüGa-Park                     | Deutschland            | Independent Days                |
| 7. März 2004       | Gent                     | ’t Kuipke                     | Belgien                | The Invitation Festival         |
| 21. März 2004      | Tampa                    | Masquerade                    | Vereinigte Staaten     | Wolfsheim US Tour               |
| 22. März 2004      | Atlanta                  | Masquerade                    | Vereinigte Staaten     | Wolfsheim US Tour               |
| 24. März 2004      | New York City            | Webster Hall                  | Vereinigte Staaten     | Wolfsheim US Tour               |
| 26. März 2004      | Boston                   | Manray (TBC)                  | Vereinigte Staaten     | Wolfsheim US Tour               |
| 27. März 2004      | Detroit                  | St. Andrews Hall              | Vereinigte Staaten     | Wolfsheim US Tour               |
| 28. März 2004      | Chicago                  | Metro                         | Vereinigte Staaten     | Wolfsheim US Tour               |
| 29. März 2004      | St. Louis                | The Kastle                    | Vereinigte Staaten     | Wolfsheim US Tour               |
| 31. März 2004      | Denver                   | Gothic Theatre                | Vereinigte Staaten     | Wolfsheim US Tour               |
| 2. April 2004      | San Antonio              | Sin 13                        | Vereinigte Staaten     | Wolfsheim US Tour               |
| 4. April 2004      | Los Angeles              | Henry Fonda Music Box Theatre | Vereinigte Staaten     | Wolfsheim US Tour               |
| 5. April 2004      | San Francisco            | Death Guild                   | Vereinigte Staaten     | Wolfsheim US Tour               |
| 8. Mai 2004        | London                   | Mean Fiddler                  | Vereinigtes Königreich | Einzelkonzert                   |
| 9. Mai 2004        | Athen                    | Rodon Club                    | Griechenland           | Elfentanz Festival              |
| 15. Juli 2004      | Arvika                   | Folkets Park                  | Schweden               | Arvikafestival                  |
| 7. August 2004     | Hildesheim               | Flugplatz                     | Deutschland            | M’era Luna Festival             |
| 13. August 2004    | Erfurt                   | Stausee Hohenfelden           | Deutschland            | Highfield-Festival              |
| 14. August 2004    | Berlin                   | Museumsinsel                  | Deutschland            | Einzelkonzert                   |
| 20. August 2004    | Gelsenkirchen            | Amphitheater                  | Deutschland            | Einzelkonzert                   |
| 21. August 2004    | Rostock                  | Kastanienplatz                | Deutschland            | Lübzer Sommer Open Air          |
| 30. Juli 2005      | Schwerin                 | Freilichtbühne                | Deutschland            | Thalia Open Air                 |
| 31. Juli 2005      | Bolków                   | Bolkoburg                     | Polen                  | Castle Party Festival           |

Entfallene Konzerte
- 16. März 2005:  Istanbul – Roxy Club[16]
- 18. März 2005:  Moskau – Tochka[16]
- 19. März 2005:  Sankt Petersburg – Red Club[16]
- 20. März 2005:  Kaliningrad – Vagonka[16]

## Besonderheiten
- Am 3. September 1996 gaben Wolfsheim im Rahmen der Grenzwellen ein Konzert im Pavillon in Hannover. Das Konzert wurde über Radio ffn im Rundfunk und über H1 im Regionalfernsehen übertragen.[17]
- Während der Dreaming Apes Tour wurden einige Konzerte aufgezeichnet und bei EinsLive, im Rahmen der Sendung Kult und Kaos, am 21. Juli 1999 übertragen.[18]
- Das Konzert vom 22. August 1999 auf dem Bizarre-Festival in Köln-Ossendorf wurde im Rahmen des Westdeutschen Rundfunks für die Fernsehsendung Rockpalast aufgezeichnet und ausgestrahlt.[18][19]

## Trivia
Die Konzerte Wolfsheims begann Heppner immer mit dem Eröffnungssatz: „Hallo. Wir sind Wolfsheim.“ Während der Konzerte hatte Heppner vor sich immer einen Notenständer mit seinem „Textbuch“ stehen, von welchem er jederzeit die Liedtexte und die Liederreihenfolge ablesen konnte. In einem Interview sagte es folgendes dazu: „Das ist sozusagen als Gedächtnisstütze, damit ich mich nicht die ganze Zeit darauf konzentrieren muß, den Text zu behalten, sondern damit ich mich darauf konzentrieren kann, ihn zu singen. Ich bin ja kein Gedächtniskünstler, ich bin Sänger. Ich kann es mir nicht so merken und darum nehme ich doch ein Textbuch mit, bevor ich irgendwelche Scheiße bau.“